# Villemer (Sekwana i Marna)
Villemer – miejscowość i gmina we Francji, w regionie Île-de-France, w departamencie Sekwana i Marna.
Według danych na rok 1990 gminę zamieszkiwało 596 osób, a gęstość zaludnienia wynosiła 32 osób/km² (wśród 1287 gmin regionu Île-de-France Villemer plasuje się na 759. miejscu pod względem liczby ludności, natomiast pod względem powierzchni na miejscu 98.).